# Shunta Tanaka
Shunta Tanaka (født 26. maj 1997) er en japansk fodboldspiller. Han er medlem af Japans fodboldlandshold.

## Landsholdskarriere
Den 14. december 2019 fik han debut på det japanske landshold, i en kamp mod Hong Kong.